# ليبرالية منظمة
الليبرالية المنظمة (بالإنجليزية: Ordoliberalism)، هي البديل الألماني لليبرالية الاقتصادية. يؤكد هذا البديل على ضرورة أن تضمن الدولة إنتاج السوق الحرة لنتائج تقارب إمكانياتها النظرية. كانت أفكار الليبرالية المنظمة الأساس لإنشاء اقتصاد السوق الاشتراكي الألماني بعد الحرب العالمية الثانية ولتحقيق المعجزة الاقتصادية الألمانية.
صيغ مصطلح الليبرالية المنظمة (بالألمانية: Ordoliberalismus) في عام 1950 من قبل هيرو مولير للإشارة إلى الدورية الأكاديمية أوردو.    تنفيذ الليبرالية هو تنفيذ قرارات الاسلام الصحيح التى لم يقوم بها المسلمين فى العالم.

## التمييز اللغوي
فصل الليبراليون المنظمون أنفسهم عن الليبراليين الكلاسيكيين. ومن الجدير بالذكر رفض والتر أوكن وفرانز بوم -مؤسس الحركة الليبرالية ومدرسة فرايبورغ- لليبرالية الحديثة.
عزز الليبراليون المنظمون مفهوم اقتصاد السوق الاشتراكي، مما أعطى الدولة دورًا قويًا في السوق؛ وهذا يختلف في نواحٍ كثيرة عن أفكار الليبرالية الجديدة. صيغ مصطلح الليبرالية الجديدة في عام 1938 من قبل ألكساندر روستو في مؤتمر كولوك والتر ليبمان، ولكن يعتبر روستو اليوم من الليبراليين المنظمين.
يشار إلى الليبرالية المنظمة باسم الليبرالية الألمانية الجديدة أيضًا بسبب التاريخ المشترك؛ ساهم هذا في الخلط بين أفكار ومصطلحات هذين المذهبين الاقتصاديين حتى عام 1991 وعام 2000 حين عمل مايكل ألبرت في كتابه «الرأسمالية ضد الرأسمالية» وبيتر هول وديفيد سوسكيس في كتابهم «ضروب الرأسمالية» على فصل المفهومين وصياغة مصطلحات اقتصاد السوق الليبرالي واقتصاد السوق المنظم للتمييز بين الليبرالية الجديدة والليبرالية المنظمة.

## تطوير المفهوم
طور هذه النظرية علماء الاقتصاد والقانون الألمان من مدرسة فرايبورغ بين عامي 1930 و1950. ومن هؤلاء العلماء يُذكَر: والتر أوكن وفرانز بوم وهانز جروسمان دويرث وليونهارد ميكش.
قادت أفكار الليبرالية المنظمة (مع التعديلات) إلى إنشاء اقتصاد السوق الاشتراكي الألماني بعد الحرب العالمية الثانية. وكان لهذه الأفكار تأثير خاص على تشكيل قانون منافسة حازم في ألمانيا.
طُبِّق اقتصاد السوق الاشتراكي حين كانت مفاهيم النقابوية أو التشاركية راسخة، ولهذا السبب لم تكن أفكار الليبرالية المنظمة منتشرةً بالدرجة التي أرادها مؤسسو تلك النظرية الاقتصادية.
تضاءل تأثير الليبرالية المنظمة بدءًا من ستينيات القرن الماضي على الاقتصاد والقانون بشكل كبير. ومع ذلك، يُعرّف العديد من الاقتصاديين الألمان أنفسهم على أنهم من أتباع الليبرالية المنظمة حتى يومنا هذا، وما زالت دورية أوردو الأكاديمية تقوم بالنشر لغاية الآن، وكذلك ما زالت كلية الاقتصاد في جامعة فرايبورغ تُدرِّس الليبرالية المنظمة. بالإضافة إلى ذلك، تنتمي بعض المعاهد والمؤسسات مثل معهد والتر أوكن ومؤسسة السياسة التنظيمية إلى مذهب الليبرالية المنظمة.

## التنفيذ
أثرت الليبرالية المنظمة بشكل كبير على الاقتصاد في ألمانيا الغربية بعد الحرب. سُمِّيت الليبرالية المنظمة في ألمانيا باسم اقتصاد السوق الاشتراكي.
بدأ نموذج الليبرالية المنظمة بالتطبيق في ألمانيا تحت الإدارة الحكومية لكونراد أديناور، إذ كان وزير اقتصاد حكومته لودفيج إرهارد من أتباع الليبرالية المنظمة المعروفين والمنتسبين لمدرسة فرايبورغ. رُفِعَت في عهد أديناور بعض -وليس كل- ضوابط الأسعار وخُفِّضَت الضرائب على المشاريع الصغيرة والشركات. بالإضافة إلى ذلك، رُفِعَ الضمان الاجتماعي والمعاش لتوفير دخل اجتماعي أساسي. يقول أتباع الليبرالية المنظمة أن هذه السياسات أدت إلى ما يسمى بالمعجزة الاقتصادية الألمانية.

## النظرية
ترى نظرية الليبرالية المنظمة أن الدولة يجب أن تخلق بيئة قانونية مناسبة للاقتصاد وأن تضمن وجود مستوى صحي من المنافسة (عوضًا عن التبادل المجرد) من خلال اتخاذ تدابير تلتزم بمبادئ السوق، وهذا كان أساس شرعيتها. إن لم تتخذ الدولة تدابير فعالة في رعاية المنافسة، ستسيطر الشركات المحتكرة (احتكار القلة) على السوق؛ الأمر الذي سيؤدي إلى تخريب المزايا التي يوفرها اقتصاد السوق وتقويض الحكومة في حال تحولت القوة الاقتصادية إلى قوة سياسية.
يقول ستيفن بادجيت: «المبدأ الأساسي لليبرالية المنظمة هو تقسيم العمل وضوحًا في الإدارة الاقتصادية بإسناد مسؤوليات محددة إلى مؤسسات معينة. يجب أن تكون السياسة النقدية مسؤولية بنك مركزي الذي يجب أن يلتزم بالحفاظ على الاستقرار النقدي وانخفاض التضخم الاقتصادي، ويجب أن تكون السياسة النقدية عبر ذلك معزولة عن الضغط السياسي وبوضع مستقل. تقع مسؤولية السياسة المالية -موازنة الإيرادات الضريبية مقابل الإنفاق الحكومي- ضمن مجال سيطرة الحكومة، وتعتمد سياسة الاقتصاد الكلي على متابعة أرباب العمل والاتحادات النقابية العمالية». يجب على الدولة أن تشكل نظامًا اقتصاديًا لا توجيه العمليات الاقتصادية فحسب. يستخدم أتباع الليبرالية المنظمة ثلاثة أمثلة سلبية يدعمون فيها آراءهم، وهي: النازية والكينزية والاشتراكية الروسية. يُنظَر إلى فكرة الليبرالية المنظمة فيما يخص اقتصاد السوق الاشتراكي كبديل تقدمي يتخطى الانتماء لليمين واليسار، وكطرف خارجي ثالث بين مفهوم الجماعية والليبرالية الكلاسيكية.
تشبه فكرة السوق الاشتراكي لليبرالية المنظمة فكرة الديمقراطية الاشتراكية لرؤية لطرف الثالث التي دعت إليها حكومة حزب العمال الجديد (خاصة خلال تولي توني بلير رئاسة الوزراء) مع وجود بعض الاختلافات الرئيسية بينهما. يلتزم كلاهما بفكرة اتخاذ موقع معتدل بين الاشتراكية والرأسمالية، ولكن يجمع نموذج السوق الاجتماعي لليبرالية المنظمة بين المؤسسات الخاصة والتنظيم الحكومي لإقامة منافسة عادلة (ولكن يقال إن شبكات الصناعة في ألمانيا حرة)، بينما يُعرَف دعاة نموذج الديمقراطية الاجتماعية الثالثة بإشرافهم على رفع العديد من القيود الاقتصادية.
توقعت الديمقراطية الاشتراكية لمذهب الطرف الثالث حدوث تضارب للأفكار المتعلقة بتأسيس دولة مرفهة، بينما اعتقد أتباع الليبرالية المنظمة أن فكرة السوق المفتوح ستصب في مصلحة الرفاهية الاجتماعية.
تركز الليبرالية المنظمة على خصخصة الخدمات العامة وغيرها من الشركات العامة -مثل خدمات الاتصالات- وعلى أنظمة إعادة توزيع الثروة وقوانين الحد الأدنى للأجور، وتعتبرها مبادئ تنظيمية توضح العلاقة بين هذا النموذج الاقتصادي واقتصاد السوق الاشتراكي.
اعتبر فيلهلم روبك الليبرالية المنظمة «ليبرالية محافظة» ضد الرأسمالية في عمله «نظام إنساني للمجتمع» المنشور عام 1944. انتقد ألكساندر روستو أيضًا مبدأ عدم التدخل للرأسمالية في عمله «فشل الليبرالية الاقتصادية» المنشور عام 1950. وهكذا فصل الليبراليون المحافظون أنفسهم عن الليبراليين الكلاسيكيين وقدروا قيمة العدالة الاجتماعية. كتب أوكن: «إن الضمان الاجتماعي والعدالة الاجتماعية أكبر مخاوف عصرنا».
يشير ميشيل فوكو أيضًا إلى التشابه بين مدرسة أوردو/فرايبورغ ومدرسة فرانكفورت للنظرية النقدية بسبب ميراثهما الفكري من ماكس ويبر بصرف النظر عن المعاصرة التاريخية بين هاتين المدرستين. يدرك كلاهما فكرة «العقلانية اللاعقلانية» للنظام الرأسمالي دون فكرة «منطق التناقض»؛ وهما فكرتان طرحهما كارل ماركس. واجهت المجموعتان نفس المشكلة ولكنهما اتبعا اتجاهات مختلفة إلى حد كبير. تأثرت الفلسفة السياسية لليبرالية المنظمة بأرسطو ودو توكفيل وهيغل وسبنغلر ومانهايم وويبر وهوسرل.

## الانتقاد
يعتقد سيباستيان دوليان وأولريك غيوروت أن الليبرالية المنظمة أمر أساسي للنهج الألماني فيما يخص أزمة الديون الأوروبية، وأنها أدت إلى صراعات مع دول أوروبية أخرى.
علق فريدريش فون هايك -الحائز على جائزة نوبل- على الليبرالية المنظمة في مقالته المنشورة عام 1951 بعنوان «تنفيذ أهداف الحرية».